# Romina Ressia
Romina Ressia (11 de marzo de 1981) es una artista de Buenos Aires, Argentina. Es reconocida por haber sido una pionera en el uso de anacronismos aplicados a imágenes de marcada influencia renacentista combinados con objetos contemporáneos.
Entre sus obras más icónicas destacan objetos como palomitas de maíz, goma de mascar, hamburguesas, bebidas gaseosas, plato de espaguetis, accesorios dentales, entre otros. Sus trabajos han sido destacados, entre otros, por The Huffington Post, Interview Magazine, Vanity Fair, Vogue Italia & The Wild Magazine. En palabras de The Wall Street International «la fotografía de Romina nos provoca y nos reta a confrontar cosas que pueden parecer incómodas, sin embargo se las arregla para proveer una cualidad tranquilizadora. Esta yuxtaposición entre confort e incomodidad es poderosa la cual resuena a través de su práctica».

## Vida y carrera
Romina Ressia nació el 11 de marzo de 1981 en la ciudad de Azul (provincia de Buenos Aires), Argentina. A los 19 años se mudó a Capital Federal para realizar sus estudios donde se graduó de Licenciada en Administración y de Contadora Pública en la Universidad de Buenos Aires. Profesiones que más tarde abandonaría para dedicarse de lleno a la fotografía. Realizó estudios de fotografía, dirección de arte y escenografía en varias instituciones incluyendo el Teatro Colón.
En sus inicios se dedicó a la fotografía de modas y gradualmente fue volcándose al Fine Art, incursionando, aparte de la fotografía, en las técnicas mixtas. Sus obras están representadas por galerías de arte en el Reino Unido, Nueva York, Suiza e Italia; y han sido expuestos en varias de las ciudades más importantes del mundo como Nueva York, Milán, Reino Unido, Zúrich, París y Buenos Aires.
La artista logró popularidad con rapidez en el mundo del Arte. En 2017, el Women’s Forum for the Economy and Society la eligió como una de las diecisiete mujeres jóvenes del año con potencial para convertirse en las figuras más influyentes del mundo.

## Obra
Se destaca entre sus obras Pop-Corn, obra que integra hoy la colección permanente del Columbus Museum of Art, Estados Unidos.

## Producción del artista
La artista se caracteriza por el uso de anacronismos y yuxtaposiciones que permiten trazar una línea de tiempo a partir de la cual explorar la evolución humana y sus conductas como individuos y como colectivo. Ressia, junto a otros artistas como Hendrik Kerstens, a pesar de las diferencias en su abordaje, han marcado el camino para muchos otros creadores de imágenes que optan por traer el pasado al presente a partir de la incorporación de objetos actuales a escenas de siglos pasados. «Sus imágenes se parecen más a un cuadro del Renacimiento que a una foto moderna y ahí radica su belleza. Romina usa con ironía la confrontación pasado/presente».

## Colecciones
- Columbus Museum of Art (OH,USA) Pop-Corn perteneciente a la serie How would have been?

## Galerías de Arte Representantes
- HOFA Gallery - Londres y Mykonos
- Arusha Gallery - Reino Unido
- Samuel Marthaler Gallery - Bélgica
- Laurent Marthaler Contemporary - Suiza
- Leica Gallery - Brasil